# 書庫
《書庫》（又称《文库》或《书藏》）是西方一部古籍，書中載有大量有關希臘神話的原始資料（例如諸神的家譜），而以英雄神话为主，是現代學者研究古希臘神話的重要文獻。:296, 300

## 作者
據學者考證，《書庫》成書於公元一世紀至二世紀
，傳統上托名於古希臘學者、雅典的阿波羅多洛斯（Απολλόδωρος，約生活於公元前二世紀），因為時間不吻合，現在習慣將該書的作者稱為「偽阿波羅多洛斯」。

## 版本
現存所有《書庫》的手稿均來自一份十四世紀藏於巴黎法国国家图书馆的手稿，原稿的若干部分已散軼，但於十九世紀分別在梵蒂冈和耶路撒冷發現兩冊有關該書的節錄，因而可推出散失部分的梗概。
現代的各種版本，包括有由著名人類學家兼神話學家詹姆斯·弗雷泽譯注的希英對照本，洛布古典叢書，1921年初版，1960年第6版，全兩冊。

## 翻譯
阿波羅多洛斯著，周作人譯：《希臘神話》，北京：中國對外翻譯出版公司，1999年。

## 外部連結
- 《書庫》的法文譯本 （页面存档备份，存于）